# Donacoscaptes diminutalis
Donacoscaptes diminutalis là một loài bướm đêm trong họ Crambidae.